# 一月の声に歓びを刻め
『一月の声に歓びを刻め』（いちがつのこえによろこびをきざめ）は、日本の映像作家、映画監督の三島有紀子が「ある出来事」をモチーフに、⾃主映画として企画がスタートし、47年間見つめ続けたオリジナル脚本による作品。
中島（北海道・洞爺湖）、八丈島（東京都・伊豆諸島）、堂島（大阪府）の3つの「島」を舞台に、3人の物語が交錯する。

## あらすじ
マキは家族が集まり、おせち料理を楽しむが、亡くした娘の存在が喪失感を与える。
誠は娘の海が5年ぶりに帰省した際、妊娠していることがわかり、複雑な気持ちになる。
れいこは元恋人の葬儀に参列するために故郷を訪れ、レンタル彼氏と一夜を過ごすことを決意する。彼女はトラウマから人に触れられないが、自分を変えるために行動する。

## キャスト
- れいこ - 前田敦子
- マキ - カルーセル麻紀
- 誠（畜産家、海の父） - 哀川翔
- トト・モレッティ - 坂東龍汰
- 美砂子 - 片岡礼子
- 正夫 - 宇野祥平
- 龍 - 原田龍二
- 海 - 松本妃代
- さら - 長田詩音
- 真歩 - とよた真帆

※出典

## スタッフ
- 監督：三島有紀子
- 脚本：三島有紀子
- プロデューサー：山嵜晋平、三島有紀子
- 音楽：田中拓人
- 編集：加藤ひとみ
- 撮影：山村卓也、米倉伸（八丈島）
- 照明：津覇実人（洞爺湖）、後閑健太（八丈島）、菰田大輔（大阪）
- 録音：小黒健太郎、大竹修二（八丈島）
- 美術：三藤秀仁（洞爺湖/大阪）
- 装飾：徳田あゆみ（八丈島）
- スタイリスト：齋藤ますみ
- ヘアメイク：河本花葉
- フードスタイリスト：石森いづみ、篠原成徳、廣瀬里穂
- 助監督：山城研二（洞爺湖/大阪）、大城義弘（八丈島）
- 制作担当：越智喜明（洞爺湖）、佐野優（大阪）
- 整音：小黒健太郎
- 音響効果：勝亦さくら
- サウンドアドバイザー：浦田和治
- 俳句：佐藤香津樹
- 協力：石森いづみ、石森均

※出典